# In Color (album van Cheap Trick)
In Color is het tweede album van de Amerikaanse rockband Cheap Trick. In Color werd uitgebracht in september 1977 door Epic Records en is geproduceerd door Tom Werman.

## Tracklist
| Nr. | Titel                   |
| --- | ----------------------- |
| 1.  | "Hello There"           |
| 2.  | "Big Eyes"              |
| 3.  | "Downed"                |
| 4.  | "I Want You To Want Me" |
| 5.  | "You're All Talk"       |
| 6.  | "Oh Coraline"           |
| 7.  | "Clock Strikes Ten"     |
| 8.  | "Southern Girls"        |
| 9.  | "Come On, Come On"      |
| 10. | "So Good to See You"    |

## Hitnoteringen
| Chart (1977)             | Piekpositie | Aantal weken |
| ------------------------ | ----------- | ------------ |
| US Billboard 200         | 73          | 12           |
| Australian Albums        | 93          | ?            |
| Japan Oricon Album Chart | 30          | ?            |

## Certificaties
| Organisatie             | Certificering | Verkoop   |
| ----------------------- | ------------- | --------- |
| RIAA - Verenigde Staten | platina       | 1.000.000 |
| CRIA - Canada           | Platina       | 100.000   |